# 2021 LN43
2021 LN43 est un objet transneptunien faisant partie des twotinos.

## Caractéristiques
2021 LN43 mesure environ 285 km de diamètre.